# Xanthia vulpecula
Xanthia vulpecula är en fjärilsart som beskrevs av Lederer 1853. Xanthia vulpecula ingår i släktet Xanthia och familjen nattflyn. Inga underarter finns listade i Catalogue of Life.